# Liste der Monuments historiques in Saint-Pierre-Laval
Die Liste der Monuments historiques in Saint-Pierre-Laval führt die Monuments historiques in der französischen Gemeinde Saint-Pierre-Laval auf.

## Liste der Bauwerke
| Bezeichnung | Beschreibung          | Standort              | Kennzeichnung | Schutzstatus | Datum | Bild |
| ----------- | --------------------- | --------------------- | ------------- | ------------ | ----- | ---- |
| Wegekreuz   | Erbaut im Mittelalter | Place publique (Lage) | PA00093281    | Inscrit      | 1925  |      |

## Liste der Objekte
| Bezeichnung                                                                | Beschreibung                                                 | Standort                       | Kennzeichnung | Schutzstatus | Datum | Bild |
| -------------------------------------------------------------------------- | ------------------------------------------------------------ | ------------------------------ | ------------- | ------------ | ----- | ---- |
| Grabplatte für Eustache de Chatelus († 1287) (Foto in der Base Palissy)    | Stein                                                        | in der Kirche St-Pierre (Lage) | PM03000465    | Classé       | 1902  |      |
| Skulptur der heiligen Katharina von Alexandrien (Foto in der Base Palissy) | Stein, polchrom gefasst, erstes Viertel des 16. Jahrhunderts | in der Kirche St-Pierre (Lage) | PM03000466    | Classé       | 1906  |      |